# Artillery Knob
Der Artillery Knob ist ein 1216 Meter hoher Berg im Zentrum des australischen Bundesstaates Tasmanien.
Er liegt nördlich des Cradle Mountain am Nordrand des Cradle-Mountain-Lake-St.-Clair-Nationalparks und steht in der Reihe der höchsten Berge Tasmaniens an 29. Stelle.
Der Artillery Knob ist eine wichtige Sehenswürdigkeit im Nationalpark und beliebt bei Wanderern und Bergsteigern.